# 梅涅 (曼恩-卢瓦尔省)
梅涅（法語：Meigné，法語發音：[mɛɲe] ⓘ）是法国曼恩-卢瓦尔省的一个市镇，属于索米尔区。2016年12月30日，梅涅和相邻的7个市镇合并为新市镇安茹地区杜埃（Doué-en-Anjou）。

## 地理
梅涅（47°13'54"N, 0°12'39"W）面积13.19 平方千米，位于法国卢瓦尔河地区大区曼恩-卢瓦尔省，该省份为法国西部内陆省份，大致对应安茹地区，北起顺时针与马耶讷省、萨尔特省、安德尔-卢瓦尔省、维埃纳省、德塞夫勒省、旺代省、大西洋卢瓦尔省和伊勒-维莱讷省接壤。
与梅涅接壤的市镇（或旧市镇、城区）包括：代讷泽苏杜埃、福尔日、莱叙尔姆、韦里。

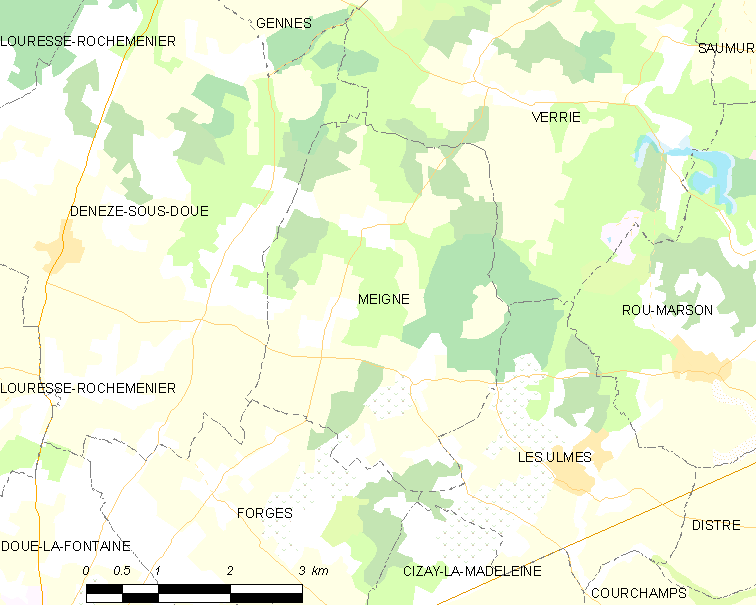
的OSM定位图

梅涅的时区为UTC+01:00、UTC+02:00（夏令时）。

## 行政
梅涅的邮政编码为49700，INSEE市镇编码为49198。

## 政治
梅涅所属的省级选区为安茹地区杜埃县。

## 人口

1962-2008年间人口变化图示

梅涅于2018年1月1日时的人口数量为277人。